# Komisja Luksemburska
Komisja Luksemburska (Komisja Rządu do Spraw Robotniczych; fr. Commission du Luxembourg, Commission des travailleurs) – komisja powołana 28 lutego 1848 przez francuski republikański Rząd Tymczasowy (II Republika Francuska; rewolucja lutowa (1848)). Posiedzenia delegatów robotniczych (660) i przedstawicieli przedsiębiorstw (230) odbywały się w Paryżu w Pałacu Luksemburskim (stąd nazwa); pierwsze posiedzenie miało miejsce 2 marca pod przewodnictwem L. Blanca. Komisja stanowiła rodzaj parlamentu pracy, gdyż została powołana w celu przygotowania nowego ustawodawstwa pracy (m.in. skrócenie czasu pracy, utworzenie urzędów pośrednictwa pracy oraz zapobieganie bezrobociu). Projektowała również założenie osiedli robotniczych oraz robotniczych stowarzyszeń wytwórczych. Także planowała upaństwowienie kolei, kopalń i banków. Komisja została rozwiązana 16 maja.